# ゴズフレズ (デンマーク王)
ゴズフレズ（? - 810年）は、デンマーク王（在位：804年 - 810年）。シーフレズ王の下の息子。
彼の名前はGodfred,  Gudfred, Göttrick（ドイツ語）、Gøtrik, Gudrød（デンマーク語）、Godofredus（ラテン語） といったものを含め綴り方がいくつもある。

## 生涯
ゴズフレズへ税を納めるのを拒否した兄のハルフダン（en:Halfdan, 後に北フリースラントとして知られるエルベ川南部の商業地の首長になったとされる）は807年カール大帝に忠誠を誓い彼の保護を得た。804年カール大帝はザクセン征服の一環としてホルシュタイン東部からサクソン人を強制的に他所へ移し、同盟関係にあったスラヴ系のオボトリート族（en:Obotrites）に与えた。これによりフランク王国軍の勢力は当時デンマークの歴史的境界線だったアイダー川まで達した。フランク王国と国境を接するようになると、ゴズフレズはフランク人の侵略が自分の領地に及ぶのではないかと危惧するようになった。
808年ゴズフレズはオボトリート族の商業地レリク（en:Reric）を襲撃し、首長を殺して商人達をダーネヴィアケ（en:Danevirke）の防衛線と一体になっているヘーゼビューへ移住させ、彼らに自分が支配者であることを認めさせた。翌年フランク王国側とゴズフレズは話し合いの場を設けたが、その詳細は伝わっていない。しかしその後カール大帝はエルベ川対岸のエーセスフェルト（de:Esesfelth）に拠点を設けた。
これに対抗し810年ゴズフレズは200隻の船を率いてフリースラントの海岸に上陸し略奪を行なった。そこで商人と農民に対して100ポンドの銀の支払いを求め、北フリースラントがデーン人の領土になったと宣言した。同年の夏、ゴズフレズは傭兵の1人に殺された。ノトケル・バルブルス（en:Notker the Stammerer）によれば、彼を殺した護衛は彼の息子達だったとされる。フランク王国はシェレン東部からヴェーザー川に至る王国の北の海岸線を守るためにヴァイキングの首長達に献納を始めた。

## 伝説
ゴズフレズは古フランス語の騎士道物語にデンマーク王でオジェ・ル・ダノワ（ホルガー・ダンスク）の父ジョフロワ（Geoffroi）として登場する。オルジェ・ル・ダノワは788年にカール大帝の宮廷に仕えたとされている。